# Borowiec (województwo lubelskie)
Borowiec – wieś w Polsce położona w województwie lubelskim, w powiecie biłgorajskim, w gminie Łukowa. Leży nad Tanwią.
| SIMC    | Nazwa  | Rodzaj    |
| ------- | ------ | --------- |
| 1025284 | Błonie | część wsi |

W latach 1975–1998 miejscowość administracyjnie należała do województwa zamojskiego. 
Według Narodowego Spisu Powszechnego z roku 2011 wieś liczyła 43 mieszkańców i była szóstą co do liczby ludności miejscowością gminy.
Od roku 2009 na terenie Borowca organizowana jest międzynarodowa impreza historyczna Obóz Wojsk Króla Jana Kazimierza.
Wierni Kościoła rzymskokatolickiego należą do parafii św. Jozafata Kuncewicza w Zamchu.